# Rodzina Połanieckich (serial telewizyjny)
Rodzina Połanieckich – polski serial z 1978, zrealizowany na kanwie powieści Henryka Sienkiewicza pod tym samym tytułem.

## Produkcja
Realizacja serialu trwała w Zespole Filmowym „Pryzmat” już pod koniec 1977. Produkcję zlokalizowano głównie w Łodzi, a pod koniec marca 1978 informowano o osiągnięciu półmetka prac nad filmem. Wówczas kończono kręcenie scen w łódzkim atelier przy ul. Łąkowej, gdzie przygotowano dekorację mieszkania Połanieckich. Od kwietnia 1978 planowano realizować ujęcia we Wrocławiu, a następnie w Warszawie, gdzie zamierzano zrealizować zdjęcia plenerowe i we wnętrzach naturalnych. W maju 1978 planowano dokonać sekwencji w dworkach w okolicy Łodzi. W planach były też plenery w Wałbrzychu i w okolicach Bierutowic. Zdjęcia trwały nadal latem 1978. Zdjęcia miały być prowadzone do sierpnia względnie do września 1978. Łącznie zaplanowano 200 dni zdjęciowych.
Za plenery przy realizacji serialu posłużyły Walewice, Łęki Kościelne, Pabianice („złota sala” w dawnym pałacu zakładów „Krusche-Ender”), Łódź (pałac Poznańskich, Pałac Ewalda Kerna), Warszawa (Łazienki, Stare Miasto, Krakowskie Przedmieście, pałac w Wilanowie), Rossocha (zespół pałacowo-parkowy), Tworzyjanki, Wenecja. Zimowe sceny kuligu wykonano w Łagiewnikach.
Reżyserem serialu był Jan Rybkowski, który – jak przyznał – wcześniej dwukrotnie próbował rozpocząć adaptację filmową powieści Sienkiewicza. Twórca wraz ze scenarzystami (Bożena Hlebowicz i Andrzej Mularczyk) przy adaptacji powieści najbardziej skupił się na dialogach, jako że w samej książce jest ich niewiele. Reżyser stworzył siedem półtoragodzinnych odcinków, mając zamiar w każdego z nich wpleść akcję dramaturgiczną oraz umieścić puentę na zakończenie. Zdjęcia wykonał Marek Nowicki, a scenografię Andrzej Haliński. Wnętrza i dekoracje w atelier przygotowali Marek Iwaszkiewicz, Albina Barańska, Maria Kuminek, a za kostiumy odpowiadała Maria Kobierska. Kierownikiem produkcji był Jan Szymański.
W 1979 twórcy serialu otrzymali zespołowo nagrodę Przewodniczącego Komitetu ds. Radia i Telewizji. W Warszawie została ustanowiona ulica Rodziny Połanieckich.
Z materiałów serialu w 1983 stworzono film pełnometrażowy pt. Marynia.

## Fabuła
Treść fabuły stanowią losy Stanisława Połanieckiego, zarówno jego sprawy zarobkowo-majątkowe, jak i uczucie do Maryni Pławickiej oraz historia ich związku. Akcja rozgrywa się pod koniec XIX wieku w Królestwie Polskim.

## Lista odcinków
1. Panna Marynia
2. Między nienawiścią a miłością
3. Pojednanie
4. Narzeczeni
5. Spełnienie
6. Zdrada
7. Powrót

## Obsada
- Andrzej May − Stanisław Połaniecki
- Anna Nehrebecka − Marynia Pławicka, później Połaniecka
- Jan Englert − Hipolit Apolinary Maszko
- Andrzej Seweryn − Edward Bukacki
- Bronisław Pawlik − profesor Waskowski
- Czesław Wołłejko − Pławicki, ojciec Maryni
- Alicja Jachiewicz − Teresa Krasławska, później Maszko, żona Hipolita
- Irena Malkiewicz − Krasławska, matka Teresy
- Andrzej Chrzanowski − Bigiel, wspólnik Połanieckiego
- Teresa Lipowska − Bigielowa
- Waldemar Kownacki − Antoni Gątowski
- Aleksander Fogiel − Jan, woźny w firmie Połanieckiego
- Stefan Paska − Filipek, służący Połanieckiego
- Anna Milewska − Emilia Chwastowska, matka Litki
- Joanna Witter − Litka Chwastowska
- Andrzej Głoskowski − Wilkowski, sekundant
- Wiesława Grochowska − Jamiszowa
- Krystyna Janda − Christina
- Eugeniusz Wałaszek − uczestnik licytacji
- Stanisław Jaroszyński − interesant
- Leonard Pietraszak − malarz Świrski
- Henryk Machalica − Jamisz
- Andrzej Precigs − Ignacy Zawiłowski, poeta, pracownik firmy Połanieckiego
- Ewa Żukowska − Lineta Castelli, narzeczona Ignacego Zawiłowskiego
- Andrzej Szalawski − Zawiłowski, stryj Ignacego
- Hanna Okuniewicz − Helena, córka Zawiłowskiego
- Krystyna Chmielewska − Ratkowska, kuzynka Osnowskiego
- Piotr Wysocki − Józef Osnowski
- Ewa Szykulska − Aneta Osnowska
- Marek Barbasiewicz − Kopowski

## Odbiór
W odbiorze serialu Rodzina Połanieckich przywoływano korelację do Lalki autorstwa Bolesława Prusa (pod względem czasu akcji w epoce pozytywizmu), jak też do adaptacji tej powieści (serial telewizyjny zrealizowano w 1977).

## Odniesienia
W trzecim odcinku serialu Jan Serce (z 1981) pt. „Mgiełka” odwiedzający biuro matrymonialne główny bohater, opisując idealną dla siebie partnerkę, mówi, aby była podobna do Maryni Połanieckiej. Wcielająca się w rolę tej postaci aktorka Anna Nehrebecka także wystąpiła w serialu Jan Serce.